# Anna Deybel
 (août 2023).
Anna Józefa Maria Deybel, née à Vilnius le 11 novembre 1818 et morte à Nice le 11 février 1900, est une chanteuse et pianiste polonaise. 

## Biographie
Elle est la fille de Ksawery Deybel et Albina Reszka.
Son père dirige une école de jeunes filles à Vilnius, où enseignent entre autres Tomasz Zan et Teodor Łoziński.
Après l'obtention de son diplôme, Anna Deybel enseigne dans cette école.
En 1840, la chanteuse Sabine Heinefetter se produit à Vilnius. À leur rencontre, la chanteuse s’émerveille devant la jeune mezzo-soprano et la prend sous son aile. Ensemble, elles donnent un concert à Moscou en avril 1841, où elles jouent le duo de Norma et Adalgisa dans l'opéra de Bellini Norma. Anna s'était présentée alors pour la première fois sous le nom d'Anna Ksawera Deybel (en hommage à son père).
Elle partage des relations d'amitié avec Adam Mickiewicz, Edgar Quinet et Jules Michelet.
Elle est élève de Frédéric Chopin.
Elle épouse à Paris, le 28 avril 1855, Jean Isidore Edmond Mainard, neveu de Joachim Murat.